# البدايع (محافظة المويه)
البدايع قرية سعودية، في محافظة المويه بمنطقة مكة المكرمة، تقع في شرق مدينة الطائف بمسافة نحو ( ) كم.

## أنظر أيضًا
- الخنفرية
- الدعكا
- الذويب